# Geoffrey A. Landis

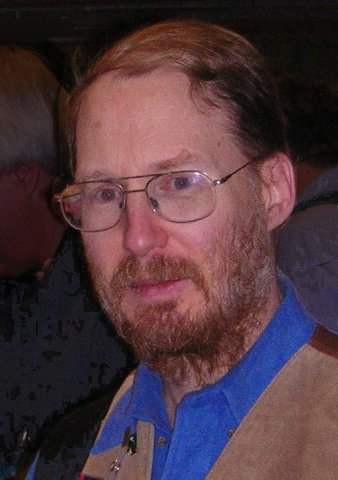
Geoffrey A. Landis

Geoffrey Alan Landis (* 28. Mai 1955 in Detroit) ist ein US-amerikanischer Science-Fiction-Autor und für die NASA arbeitender Wissenschaftler.

## Leben

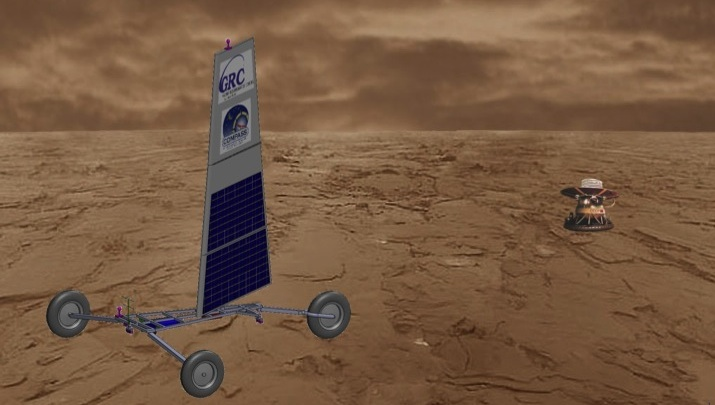
Von Landis vorgeschlagener Segel-Rover Zephyr auf der Venus

Landis studierte Physik und Elektrotechnik am Massachusetts Institute of Technology (MIT) und promovierte danach in Festkörperphysik an der Brown University. Nach seiner Promotion arbeitete er zunächst für das Lewis Research Center der NASA (heute Glenn Research Center) und das Ohio Aerospace Institute, bevor er später eine feste Anstellung am Glenn Research Center annahm.
1985 war er Teilnehmer des renommierten Clarion Workshops für angehende Science-Fiction- und Fantasy-Autoren, bei dem er in der Folge auch als Dozent wirkte.
Landis schreibt häufig „harte“ Science Fiction, in der er auch die Forschung verarbeitet, die er als praktizierender Wissenschaftler durchführt. Landis ist Verfasser mehrerer wissenschaftlicher Aufsätze. Er schreibt von Fermi-Paradoxon und Venuskolonisation und anderen wissenschaftlichen Themen. 
Landis ist mit der Schriftstellerin Mary A. Turzillo verheiratet.

## Bibliographie
- Mars Crossing. Tor Books, New York 2000, ISBN 0-312-87201-1 (Roman)
- Impact parameter and other quantum realities. Golden Gryphon Books, Urbana 2001, ISBN 1-930846-06-1 (Kurzgeschichten)
- Untiefen im Meer der Zeit (Ripples in the Dirac Sea): Wollheim's World's Best SF 8 Bastei-Luebbe SF Special 1989.
- Wellen im Diracschen Meer (Ripples in the Dirac Sea): Isaac Asimov's SF 35 Folge, Heyne Verlag 1990
- Jamais Vu. Heyne (?)
- Dinosaurier (Dinosaurs): Das Grosse Dinosaurier-Lesebuch, Wilhelm Goldmann 1994
- Die Stadt der endgültigen Freiheit (City of Ultimate Freedom): Gogol's Frau, Heyne 1994
- Aufprall-Parameter (Impact Parameter): Isaac Asimov's SF 43, Heyne 1994
- Unter den Sternen der Arktis (Beneath the Stars of Winter): Isaac Asimov's SF 45, Heyne 1995
- Neue Männer braucht das Land (Paradigms of Change): Die Verwandlung, Heyne 1996
- Mit der Sonne um die Wette (A Walk in the Sun): Die Letzten Bastionen, Heyne 1997
- Der letzte Sonnenuntergang (The Last Sunset): Isaac Asimov's SF 49, Heyne 1997
- Winterfeuer (Winter Fire): Isaac Asimov's SF 51, Heyne 1998
- Annaeherung an das Perimelasma (Approaching Perimelasma): Das Proust-Syndrom Heyne 1999
- Die einzigartigen Verhaltensmuster der Wespen (The Singular Habits of Wasps), Holmes und die Kannabale (Blitz; Auflage, Mai 2005).

## Auszeichnungen
Für seine Werke wurde der Autor mehrfach ausgezeichnet (unvollständige Liste):
- 1989 Nebula Award, Ripples in the Dirac Sea, Beste Kurzgeschichte (Deutsch: Wellen im Diracschen Meer)
- 1989 Hugo Award, Ripples in the Dirac Sea, Beste Kurzgeschichte (Deutsch: Wellen im Diracschen Meer)
- 1992 Hugo Award, A Walk in the Sun, Beste Kurzgeschichte
- 2000 Rhysling Award, Christmas (after we all got time machines), Bestes langes Gedicht
- 2001 Locus Award, Mars Crossing, Bester Erstlings-Roman
- 2003 Hugo Award, Falling Onto Mars, Beste Kurzgeschichte
- 2009 Rhysling Award, Search, Bestes langes Gedicht
- 2014 Robert A. Heinlein Award[3]